# Lonny Kellner
Lonny Kellner (Remscheid, 8 maart 1930 - Hamburg, 22 januari 2003) was een Duitse schlagerzangeres en actrice, tevens de echtgenote van showmaster Peter Frankenfeld.

## Carrière
Lonny Kellner groeide op in Remscheid en nam na de lagere school toneel- en zangonderricht. Ze speelde rollen aan het Bonner Stadttheater en aansluitend bij het Westfälischen Landestheater in klassiekers, zoals Minna von Barnhelm, Siampolo en Die versunkene Glocke. Op aanbeveling van collega's kon ze na de Tweede Wereldoorlog in 1948 ten slotte in de Keulse NWDR-studio met enkele schlagers optreden. Haar debuut begon met de nummers Wenn ich dich seh', dann fange ich zu träumen an en Gib mir einen Kuß durchs Telefon.
Kort daarop volgden cabaretuitzendingen, hoorspelen en orkestopnamen in veel radiostudio's. Haar eerste grote hits Im Hafen von Adano en La-Le-Lu zong ze in een duet met René Carol. In 1952 had ze haar eerste filmoptreden als schlagerzangeres met het nummer Manhattan-Boogie in de film Königin der Arena. Daarna volgden de films Tanzende Sterne, Das ideale Brautpaar, Die Blume von Hawaii, Geld aus der Luft, Keine Angst vor Schwiegermüttern en Auf Wiedersehen am Bodensee. Met filmmuzieknummers als So ein Tag, so wunderschön wie Heute en Du, du, du, lass mein kleines Herz in Ruh behaalde ze grote successen. Het lukte haar zelfs om in de Amerikaanse hitlijsten hoog te eindigen. In 1956 trouwde ze met Peter Frankenfeld, die ze had kennen geleerd tijden een tournee. De bokser Max Schmeling en zijn vrouw Anny Ondra waren getuigen. De violist Helmut Zacharias speelde Lullaby of Birdland. Frankenfeld adopteerde zijn in 1951 geboren zoon Thomas uit een vorige relatie.
Na het huwelijk stonden Lonny en Peter Frankenfeld steeds vaker samen voor camera en microfoon. Ze voltooiden shows en tournees. In hun huis in Wedel openden ze een geluidsstudio en realiseerden daar sketches voor radio- en tv-uitzendingen, zoals de duetten Bum-Budi-Bum en Ich bin der Herr im Haus. Wegens haar hitsuccessen in Amerika kreeg ze aanbiedingen om daar als ster te werken, maar die legde ze naast haar neer om samen met haar echtgenoot te leven en te werken, waarbij ze zelfs geen solo-optredens meer aannam. Ze voltooide zelfs een opleiding als secretaresse voor hun gezamenlijke werk.
Na de onverwachte dood van haar echtgenoot in 1979 werkte ze verder als artieste. Zo stond ze in 39 afleveringen van de familieserie Unsere Hagenbecks voor de camera en was ze in gastvoorstellingen in de ZDF-serie Das Traumschiff te zien. Ook speelde ze hoofdrollen in Ein unvergessliches Wochenende en in een aflevering van Heimatgeschichten. In 2002 speelde ze haar laatste tv-rol in een aflevering van Großstadtrevier.

## Privéleven en overlijden
Lonny Kellner overleed op 22 januari 2003 op 72-jarige leeftijd in Hamburg. Ze werd bijgezet naast haar echtgenoot op het kerkhof van Wedel.

## Filmografie

### Bioscoop
- 1952: Königin der Arena
- 1952: Tanzende Sterne
- 1954: Das ideale Brautpaar
- 1953: Blume von Hawaii
- 1954: Geld aus der Luft
- 1954: Keine Angst vor Schwiegermüttern
- 1955: Musik, Musik und nur Musik
- 1956: Liebe, Sommer und Musik
- 1956: Auf Wiedersehn am Bodensee
- 1992: Otto – Der Liebesfilm

### Televisie (selectie)
- 1971: Glückspilze (televisiefilm)
- 1982: Sonny Boys (televisiespel)
- 1983: Das Traumschiff - Amazonas (televisiefilm)
- 1986: Ein Heim für Tiere - Dr. Bayers Geheimnis
- 1987: Humor ist Trumpf (televisieserie)
- 1988: Die schwebende Jungfrau (Millowitsch-theater)
- 1991: Unsere Hagenbecks (televisieserie)
- 1994: Ein unvergeßliches Wochenende (televisiefilm)
- 1997: Heimatgeschichten - Alte Liebe
- 2001: Großstadtrevier - Amok

- Bibliothèque nationale de France: cb165833409 (data)
- Gemeinsame Normdatei: 134424425
- International Standard Name Identifier: 0000 0000 5816 7584
- Library of Congress Control Number: n2021026996
- MusicBrainz: 82b9455d-73f0-4e28-9a26-7fd23ab649a8
- Virtual International Authority File: 79617081
- WorldCat: E39PBJdmqcMCvpGcjwBh7p9qwC